# Rick Ross
William Leonard Roberts II (Coahoma, Mississippi, SAD, 28. siječnja 1976.), bolje poznat po svom umjetničkom imenu Rick Ross (ponekad stilizirano kao RICK RO$$) je američki reper i tekstopisac iz Carol Cityja, Floride. Trenutno ima potpisan ugovor s diskografskom kućom Def Jam Recordings, te ima vlastitu diskografsku kuću Maybach Music Group. Svoju glazbenu karijeru je započeo 2002. godine gostujući na nekoliko pjesama. Surađivao je s raznim izvođačima sve do 2006. godine kada je objavio debitantski studijski album Port of Miami. Godine 2008. objavio je drugi studijski album Trilla. Sljedeće dvije godine uslijedila su dva albuma Deeper Than Rap i Teflon Don. Peti album God Forgives, I Don't objavljen je 2012. godine, te je njegov do sad najuspješniji album na top ljestvicama.

## Raniji život
Rick Ross je rođen kao William Leonard Roberts II, 28. siječnja 1976. godine u okrugu Coahomi, Mississippiju. Kasnije se preselio u Carol City, Floridu pokraj Miamija. Nakon što je završio srednju školu Miami Carol City Senior, pohađao je sveučilište Albany State sa stipendijom za američki nogomet. Svoje umjetničko ime je uzeo od trgovca droga Rickyja Donnella Rossa, s kojim on nema nikakve veze.

## Karijera

### Port of Miami(2000. – 2006.)
Rick Ross je svoju glazbenu karijeru započeo 2000. godine suradnjama na mnogim pjesmama drugih izvođača. Prvi izvođači s kojima je počeo surađivati bili su Erick Sermon, Trina i Trick Daddy. Snimio je pjesmu "Ain't Shit to Discuss" s Erickom Sermonom i "Told Y'all" s Trinom. Nakon toga, godine 2002. uslijedilo je gostovanje na tri pjesme s Trick Daddyjevog albuma Thug Holiday. Tri godine kasnije gostovao je na Trininom albumu Glamorest Life, te je potpisao ugovor s diskografskom kućom Suave House Records. Godine 2006. konačno je potpisao ugovor s diskografskom kućom Slip-n-Slide Records koju je iste godine preuzeo Def Jam Recordings. Nakon ugovora otišao je na turneju s Trick Daddyjem, te je počeo surađivati s DJ Khaledom.
Rick Ross je 8. kolovoza 2006. godine objavio svoj debitantski studijski album Port of Miami koji je na top ljestvici Billboard 200 zauzeo najbolju poziciju. Album je u prvom tjednu prodan u 187.000 primjeraka. Album je proizveo promotivni singl "Blow" i dva glavna singla "Hustlin'", te "Push It". Singl "Push It" sadrži uzorke glavne pjesme iz filma Lice s ožiljkom, "Scarface (Push It to the Limit)". Singl "Hustlin'" bio je najuspješniji, te je zaradio platinastu certifikaciju. Tri mjeseca nakon objavlivanja, album je u Sjedinjenim Američkim Državama zaradio zlatnu certifikaciju.

### Trilla(2007. – 2008.)
Godinu 2007. Rick Ross je započeo s mnogim suradnjama. Tada je Rick Ross gostovao na sedam DJ Khaledovih pjesama s albuma We the Best, uključujući i najuspješniju "I'm So Hood" na kojoj još gostuju T-Pain, Trick Daddy i Plies. U rujnu Ross je objavio kompilaciju Rise to Power. Početkom sljedeće godine Rick Ross nastavlja suradnje, a ponajviše s DJ Khaledom, te se opet pojavljuje hit pjesma "Out Here Grindin" s mnogo gostiju. Osim s Khaledom, Ross gostuje i na pjesmama drugih izvođača kao što su Flo Rida, Ace Hood, Birdman i Nelly.
Svoj drugi studijski album Trilla objavio je 11. ožujka 2008. godine, te je isto kao i prošli album zauzeo najbolje mjesto na top ljestvici Billboard 200. Album je u prvome tjednu imao prodaju od 198.000 primjeraka. Album je proizveo tri singla "Speedin'" na kojem gostuje R. Kelly, "The Boss" na kojem gostuje T-Pain i "Here I Am" na kojem gostuju Nelly i Avery Storm. Najuspješniji singl bio je "The Boss" koji je na top ljestvici Billboard Hot 100 završio na poziciji broj 17, te je također zaradio platinastu certifikaciju. Nakon albuma objavio je soundtrack M.I. Yayo: The Movie za istoimeni film. Iste godine MTV News je Ricka Rossa smjestio na četvrtu poziciju top liste "Hottest MCs In The Game" među deset repera.

### Deeper Than Rap(2009.)
Rick Ross je godinu započeo gostovanjima na mnogim albumima drugih izvođača. Treći studijski album Deeper Than Rap objavio je 21. travnja 2009. godine. Album je na top ljestvici Billboard 200 opet uzeo najbolju poziciju, te je u prvome tjednu prodan u 158.000 primjeraka. Album je do danas prodan u 439.000 primjeraka. To je prvi Rossov album koji nije zaradio certifikaciju. Na albumu se nalaze četiri singla "Mafia Music", "All I Really Want" na kojem gostuje The-Dream, "Magnificent" na kojem gostuje John Legend i "Maybach Music 2" na kojem gostuju Kanye West, T-Pain, te Lil Wayne. Najuspješniji singl bio je "Magnificent" s Johnom Legendom. Krajem iste godine, kao član grupe Triple C's objavio je album Custom Cars & Cycles.

### Teflon Don(2010.)
Rick Ross je te godine bio gost na dva hit singla "All I Do Is Win", DJ Khaleda i "Monster", Kanyea Westa. Ross je četvrti studijski album Teflon Don objavio 20. srpnja 2010. godine. Album je na top ljestvici Billboard 200 debitirao na poziciji broj dva, te je postao njegov prvi album koji nije dosegao broj jedan. Album je u prvome tjednu prodan u 176.300 primjeraka, a do danas je prodan u 724.000 primjeraka, te je zaradio zlatnu certifikaciju u Sjedinjenim Američkim Državama. Album je proizveo tri singla "Super High", "B.M.F. (Blowin' Money Fast)" i "Aston Martin Music", od kojih je "Aston Martin Music" na kojem gostuju Drake i Chrisette Michele bio najuspješniji. Krajem 2010. godine, reper Diddy je potvrdio da Rick Ross ima potpisan poslovni ugovor s njegovom diskografskom kućom Ciroc Entertainment.

### God Forgives, I Don't(2011. - danas)
Rick Ross je 2011. godinu započeo s gostovanjem na vrlo uspješnom singlom "I'm On One", DJ Khaleda na kojem još gostuju Drake i Lil Wayne. Singl je na top ljestvici Billboard Hot 100 završio na poziciji broj deset. U svibnju je objavio album Self Made Vol. 1 zajedno s članovima diskografske kuće Maybach Music Group. U lipnju iste godine imao je nastup na dodjeli nagrada BET. Također je zaradio nominaciju za najboljeg muškog hip hop izvođača (Best Male Hip Hop Artist). Kasnije je objavio dvije promotivne pjesme "I Love My Bitches" i "You the Boss" na kojoj gostuje Nicki Minaj. Krajem godine časopis The Source ga je proglasio čovjekom godine. U prosincu je najavio da će svoj peti studijski album objaviti 2012. godine.
Rick Ross je odmah u početku godine od strane MTV-ja okrunjen titulom "Hottest MC In The Game". U lipnju iste godine objavio je album Self Made Vol. 2 zajedno s ostalim članovima diskografske kuće Maybach Music Group. Peti studijski album God Forgives, I Don't objavio je 31. srpnja 2012. godine. Album je na top ljestvici Billboard 200 debitirao na poziciji broj jedan, kao i na kanadskoj top ljestvici Canadian Albums Chart. Album je u prvome tjednu prodan u 218.000 primjeraka. Glavni singl s albuma je "Touch'N You" na kojem gostuje Usher. Album je do danas prodan u 371.000 primjeraka.

## Diskografija
| - Port of Miami (2006.) - Trilla (2008.) - Deeper Than Rap (2009.) - Teflon Don (2010.) - God Forgives, I Don't (2012.) - Self Made Vol. 1 (2011.) - Self Made Vol. 2 (2012.) - The Albert Anastasia EP (2010.) - Rise to Power (2007.) | - 90 Going North (2006.) - The Street Catalog (2006.) - The Rossfather 2 (2008.) - Interstate Rick (2009.) - Ashes to Ashes (2010.) - Rich Forever (2012.) |

## Vanjske poveznice
- Službena stranica
- Rick Ross na Allmusicu
- Rick Ross na Discogsu
- Rick Ross na Billboardu
- Rick Ross  Arhivirana inačica izvorne stranice od 29. lipnja 2012. (Wayback Machine) na MTV